# 핏푸역
핏푸역(일본어: 比布駅)은 일본 홋카이도 가미카와 군 핏푸정에 있는 홋카이도 여객철도 소야 본선의 역이다. 역 번호는 W34이다. 상대식 승강장 2면 2선의 구조를 가지는 지상역이며, 무인역이다.

## 역 주변
- 국도 제40호선
- 핏푸 정청
- 아사히카와 신용금고 핏푸 지점

## 인접 정차역
| 홋카이도 여객철도 소야 본선      | 홋카이도 여객철도 소야 본선 | 홋카이도 여객철도 소야 본선 |
| -------------------------------- | --------------------------- | --------------------------- |
| W31 나가야마 아사히카와 방면     | ■ 소야 본선 쾌속 '나요로'   | 란루 W36 왓카나이 방면      |
| W33 기타나가야마 아사히카와 방면 | ■ 소야 본선 보통            | 란루 W36 왓카나이 방면      |